# Fort Townsend Historical State Park
Der Fort Townsend Historical State Park, früher Old Fort Townsend State Park genannt, ist ein State Park im US-Bundesstaat Washington. Der 149 Hektar große Park liegt auf der Olympic-Halbinsel etwa sechs Kilometer südlich von Port Townsend im Jefferson County. 

## Geschichte
Der Park liegt auf dem Gelände des ehemaligen Fort Townsend, das 1856 von der US-Armee zum Schutz von Siedlern vor Indianerangriffen während des Puget-Sound-Kriegs errichtet wurde. Die Gebäude des Forts wurden mit Holz aus dem angrenzenden Wald gezimmert und von der 1. Kompanie des 4. US-Infanterieregiments belegt. 1859 wurde die Garnison auf die San Juan-Inseln verlegt, um im sogenannten Schweinekonflikt einzugreifen. Das Fort wurde nur noch von einer kleinen Stammbesatzung in Stand gehalten, nachdem eine Inspektion das Fort als „militärisch nicht geeignet“ eingestuft hatte. Trotz dieser Einstufung wurde das Fort auf politischem Druck der Stadt Port Townsend 1874 erneut von Truppen bezogen und ausgebaut. Erst ein am 2. Januar 1895 durch eine explodierte Kerosinlampe ausgelöstes Feuer, das die Kaserne des Forts zerstörte, bedeutete das Ende des Forts. Da von den Indianern inzwischen keine Bedrohung mehr ausging und der Standort des Forts von den Militärs schon lange als für die Küstenverteidigung ungeeignet befunden worden war, wurde das Fort im selben Jahr aufgegeben. Für die Küstenverteidigung an der Einfahrt in den Puget Sound wurden Ende der 1890er Jahre Fort Worden, Fort Casey und Fort Flagler errichtet. 

Das Gelände des alten Forts Townsend wurde im Zweiten Weltkrieg von der US-Navy genutzt, um gegnerische Minen und Torpedos unschädlich zu machen. 1953 wurde das Gelände an die State Parks Commission des Bundesstaats Washington übergeben. 
Der Park gehört zu den dreizehn State Parks, über deren Schließung aus finanziellen Gründen seit 2009 diskutiert wird.

## Anlage
Der Park liegt an der Port Townsend Bay und verfügt über eine 1,2 Kilometer lange Küstenlinie. Der Park ist mit Erlen, Douglasien, Hemlocktannen und dichtem Unterwuchs bewaldet, der Wald ist seit 1993 als Natural Forest Area ausgewiesen. Durch den Park führen über zehn Kilometer Wanderwege, aus Umweltschutzgründen ist Fahrradfahren nur auf einem Teil von ihnen erlaubt. Im Park gibt es einen Campingplatz mit 40 Stellplätzen. Auf der Wiese, die früher der Paradeplatz des Forts war, befinden sich Picknicktische, ein Spielplatz und ein Ballspielfeld. An die militärischen Anlagen des alten Forts Townsend erinnert nur eine Informationstafel, erhalten ist nur ein Gebäude, dass zur Vernichtung der feindlichen Munition im Zweiten Weltkrieg errichtet wurde.